# Colbert-Zahl
1. REDIRECT Seventeen or Bust#Trivia